# Letschin
Letschin (pol. hist. Lucin) – gmina w Niemczech, w kraju związkowym Brandenburgia, w powiecie Märkisch-Oderland. Leży przy granicy polsko-niemieckiej, na historycznej ziemi lubuskiej.
W obrębie gminy leży miejscowość Kienitz (pol. Kiniec), powszechnie uważana za stolicę dawnej ziemi kinieckiej.

## Historia
Najstarsza znana wzmianka o miejscowości pochodzi z 1336. Ok. 1400 przynależała administracyjnie do dekanatu żelowskiego w diecezji lubuskiej.
W 2003 do gminy włączono gminy Gieshof-Zelliner Loose, Groß Neuendorf (pol. Kruszki), Kiehnwerder, Kienitz (pol. Kiniec), Neubarnim (pol. Barnim), Ortwig (pol. Oćwieka) i Sietzing (pol. Życin).

## Zabytki
Zabytki w Letschin:
- Park
- Wieża dawnego kościoła wiejskiego
- Gmach poczty
- Apteka
- Budynek szkolny
- Stare domy i zabudowania gospodarcze

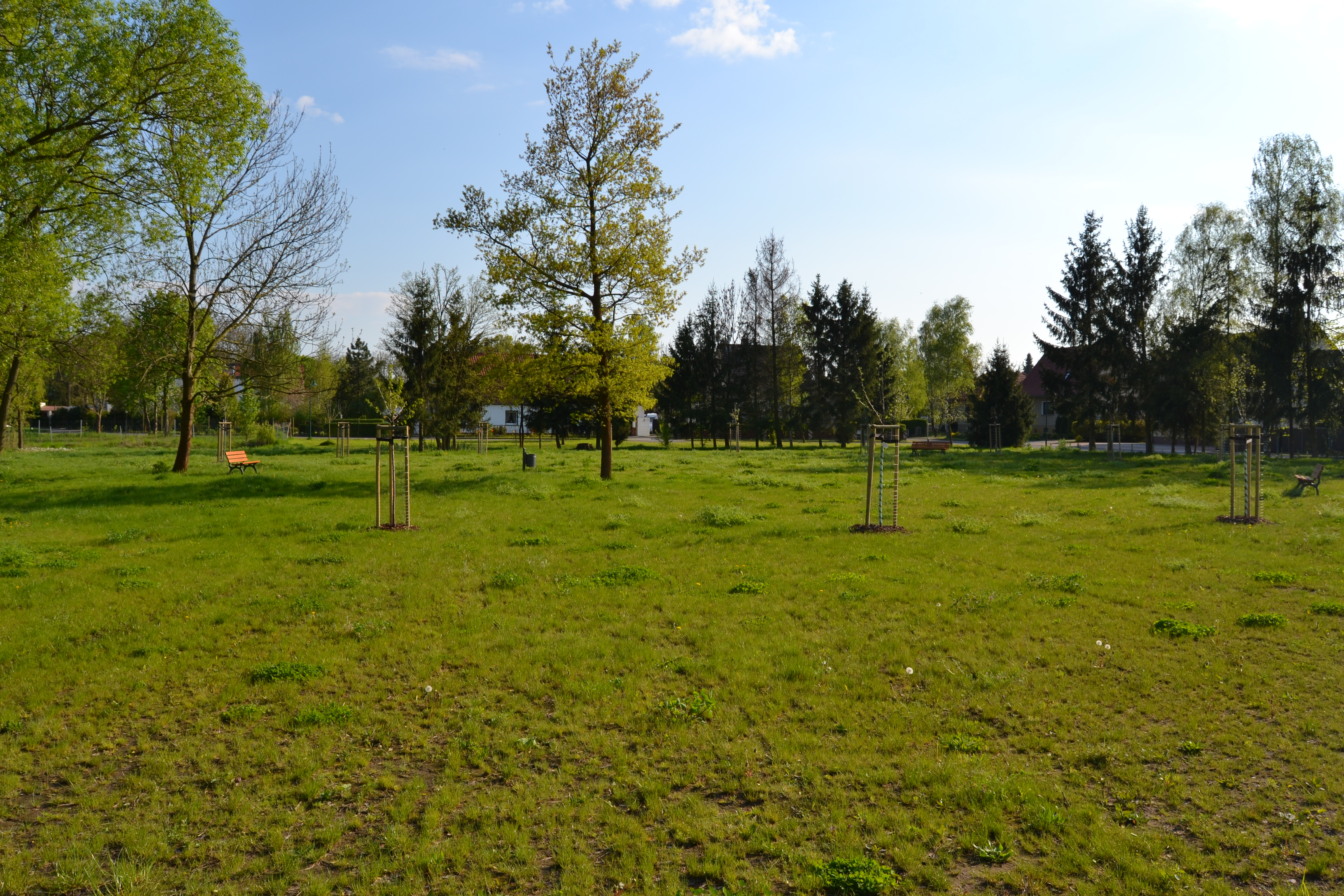
Park
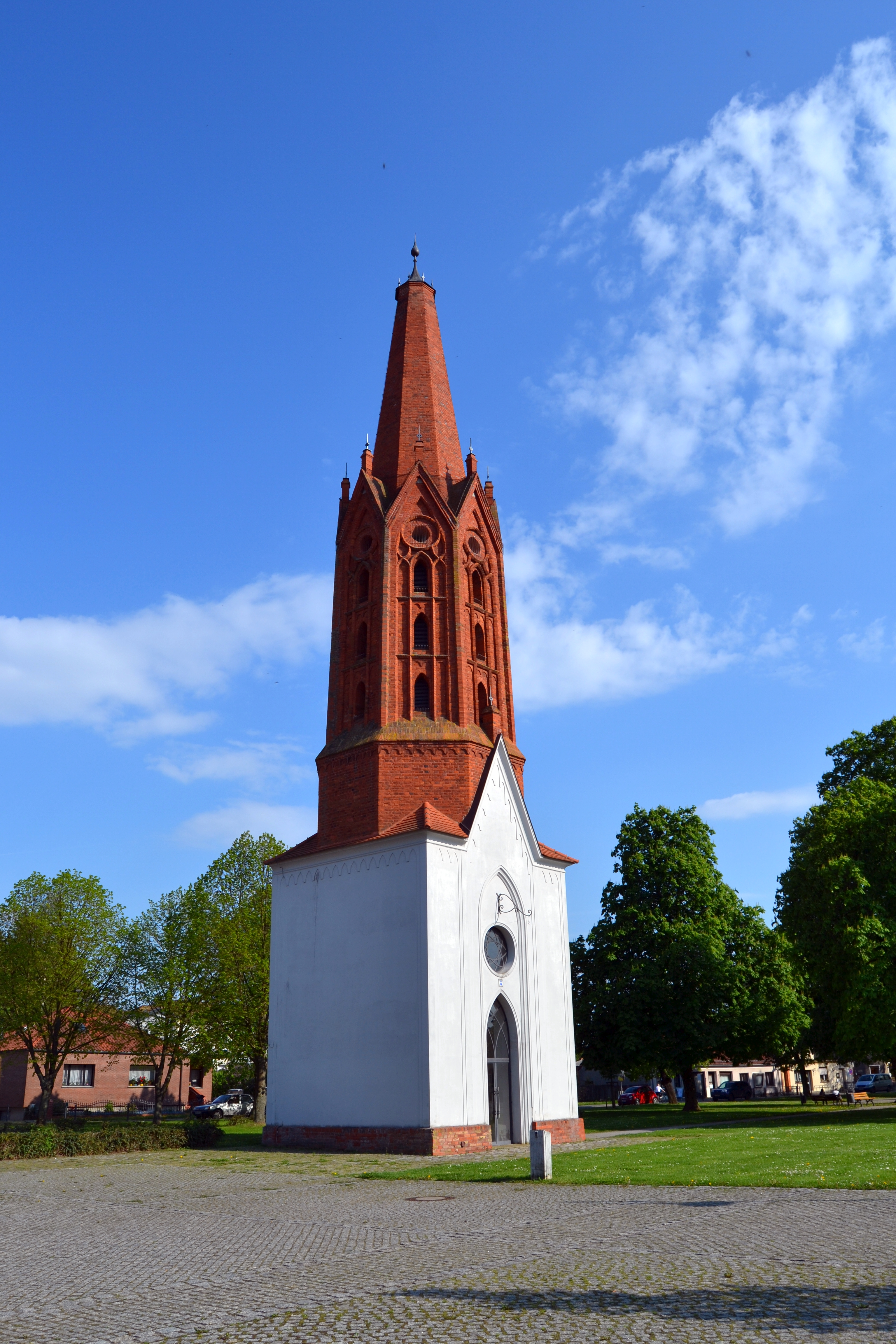
Wieża kościelna
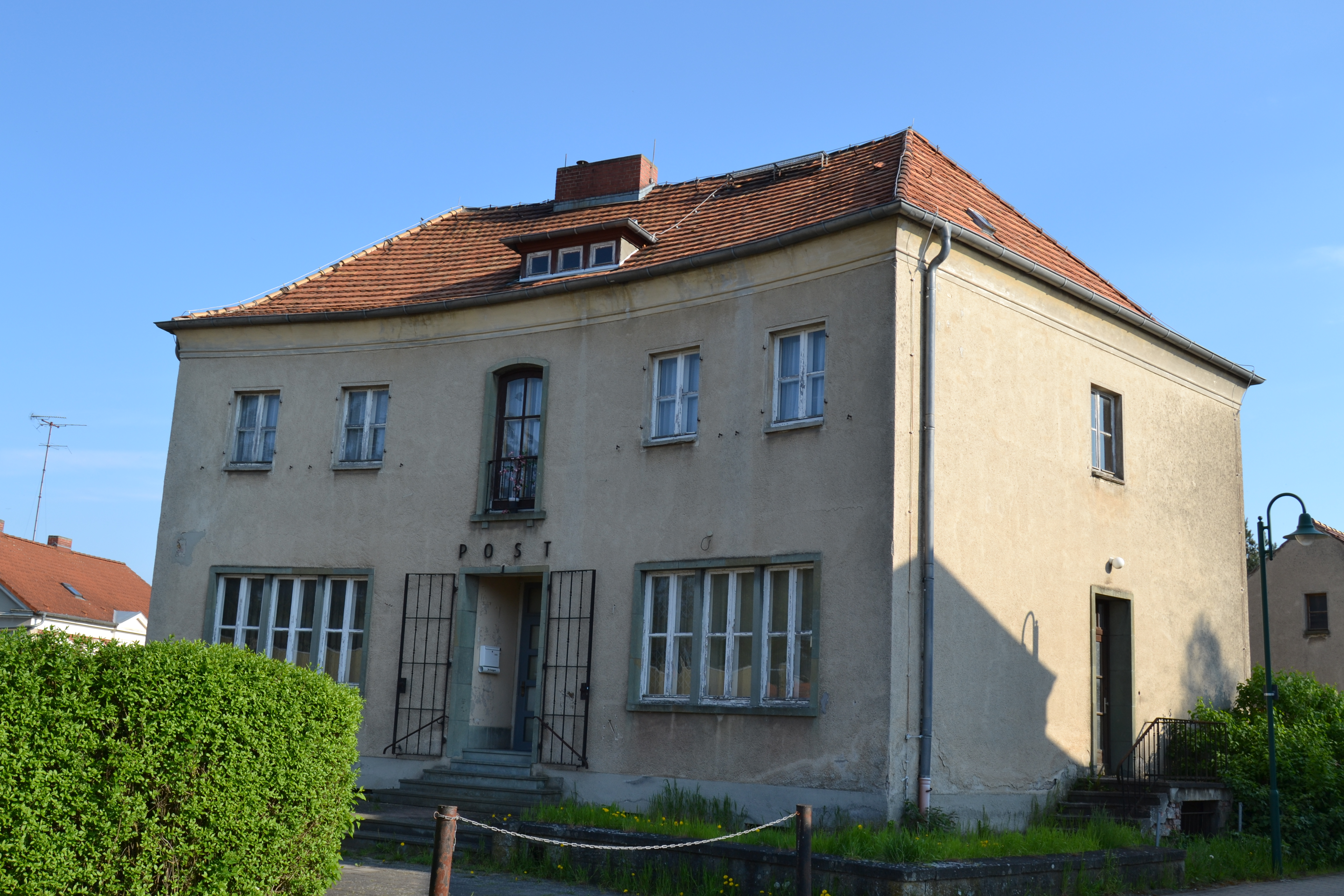
Gmach poczty
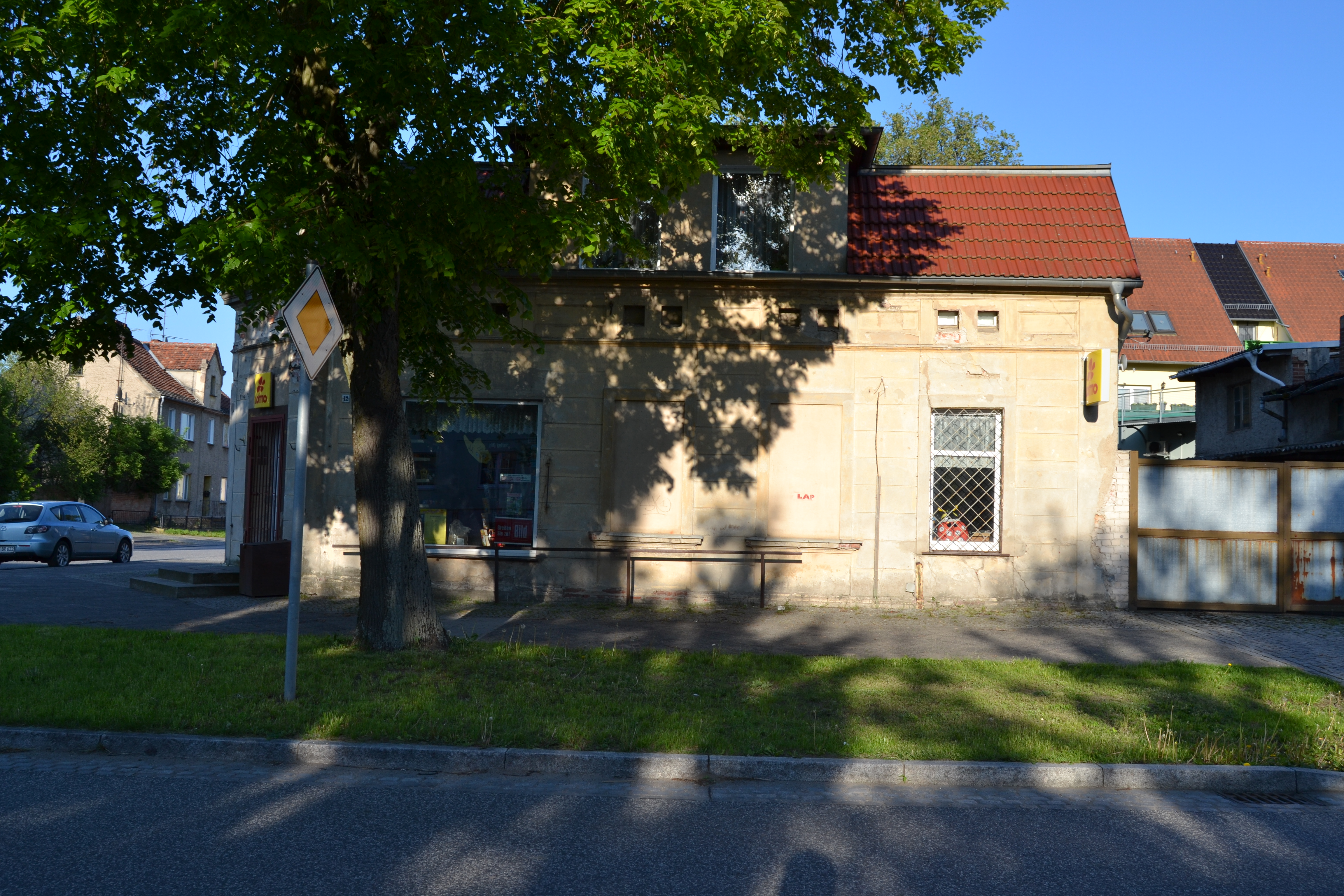
Budynek szkolny

## Demografia
Wykres zmian populacji Letschin w granicach z 2013 r. od 1875 r.:

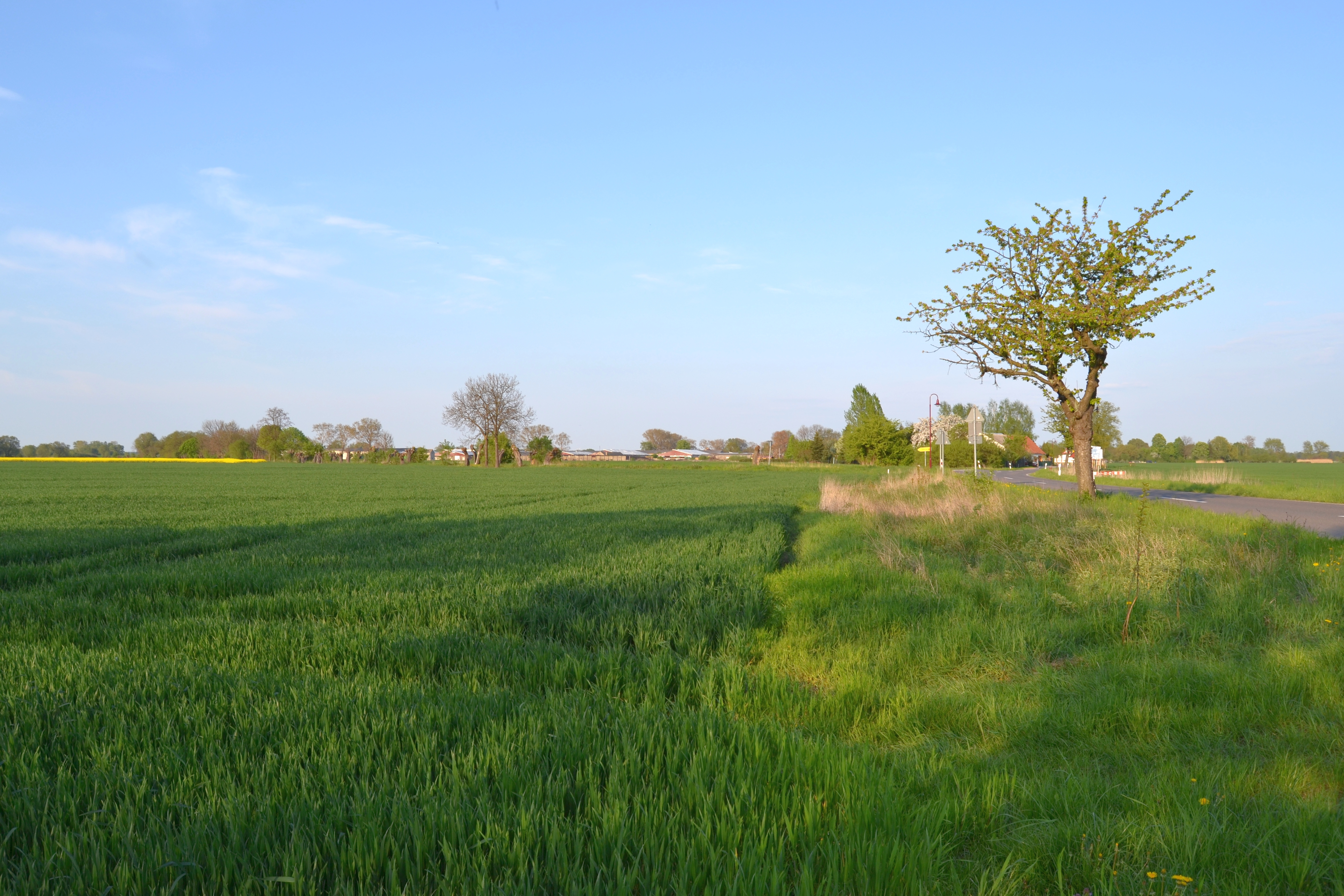
Letschin-Sophienthal